# Liste der Landschaftsschutzgebiete im Rhein-Neckar-Kreis
Im Rhein-Neckar-Kreis gibt es 39 Landschaftsschutzgebiete. Nach der Schutzgebietsstatistik der Landesanstalt für Umwelt, Messungen und Naturschutz Baden-Württemberg (LUBW) stehen 40.579,66 Hektar der Landkreisfläche unter Landschaftsschutz, das sind 38,23 Prozent.
| Name                                                | Bild | Kennung               | Einzelheiten | Position | Fläche Hektar | Datum         |
| --------------------------------------------------- | ---- | --------------------- | --- | -------- | ------------- | ------------- |
| Dämmelwald                                          | BW   | 2.26.001 WDPA: 320271 | Wiesloch Auwald. | ⊙        | 59,7          | 25. Mai 1938  |
| Kollerinsel                                         |      | 2.26.010 WDPA: 322264 | Brühl Rheininsel. | ⊙        | 265,2         | 24. Okt. 1938 |
| Schwetzinger Wiesen                                 |      | 2.26.012 WDPA: 324508 | Brühl, Ketsch, Schwetzingen, Edingen-Neckarhausen Für die Naturschutzgebiete "Schwetzinger Wiesen-Edinger Ried" und "Backofen-Riedwiesen" ökologisch not-wendiger Ergänzungsraum. | ⊙        | 354,0         | 16. Nov. 1984 |
| Schwetzinger Schloßgarten und Umgebung              |      | 2.26.013 WDPA: 324506 | Ketsch, Schwetzingen Bekannter, historisch wichtiger Park aus der Kurfürstenzeit, einschließlich westliches Vorgelände und historische Jagdanlage am Stern. | ⊙        | 188,7         | 8. Aug. 1952  |
| Oftersheimer Dünen                                  |      | 2.26.014 WDPA: 323479 | Sandhausen Dünenzug, der die Sandhausener Dünen fortsetzt. | ⊙        | 7,2           | 20. Okt. 1952 |
| Schloßpark Eichtersheim                             |      | 2.26.015 WDPA: 324204 | Angelbachtal Schloßgarten mit alten Baumbeständen. | ⊙        | 6,4           | 20. Feb. 1940 |
| Steinsberg                                          |      | 2.26.016 WDPA: 324828 | Sinsheim Ausschnitt einer Kraichgaulandschaft mit höchstem Berg des Kraichgaus und großem morphologischen Formenreichtum, die im Zusammenspiel mit der vielfältigen, historisch gewachsenen Kulturlandschaft ein prägnantes, reizvolles Erscheinungsbild erzeugt. Umfangreiche Streuobstbestände, Wiesen, Flurgehölze, Weinberge und Ackerfluren bieten der heimischen Tier- und Pflanzenwelt vielfältige Lebensräume. | ⊙        | 315,2         | 16. Juni 1959 |
| Bergstraße-Mitte                                    |      | 2.26.017 WDPA: 319892 | Dossenheim Ausläufer des Odenwaldes am unteren Neckar. Ein LSG mit dem gleichen Namen liegt auf dem Gebiet der Stadt Heidelberg. | ⊙        | 618,3         | 15. Jan. 1973 |
| Schloßpark Neckarhausen                             |      | 2.26.018 WDPA: 324207 | Edingen-Neckarhausen Erhaltung der Parkanlage mit ihrem markanten alten Baumbestand | ⊙        | 4,0           | 20. Apr. 1979 |
| Sandhausener Düne, Pflege Schönau-Galgenbuckel      |      | 2.26.019 WDPA: 324094 | Sandhausen Typische nacheiszeitliche Dünenmorphologie, Lebensraum stark bedrohter Pflanzengesellschaften, seltener Blütenpflanzen, Pilzen und seltener Insektenfauna. | ⊙        | 42,1          | 11. Dez. 1979 |
| Malscher Aue                                        |      | 2.26.020 WDPA: 322889 | Malsch, Mühlhausen Für das gleichnamige NSG notwendiger Ergänzungsraum mit z. T. feuchten Wiesen und Gehölzbeständen. | ⊙        | 47,4          | 13. Juni 1985 |
| Neckartal II-Eberbach                               | BW   | 2.26.021 WDPA: 323145 | Eberbach Ansprechende Landschaft des Neckartales mit abwechslungsreichen Erscheinungsformen; hervorragende natürliche Erholungseignung. | ⊙        | 6.357,6       | 14. Apr. 1983 |
| Waibstädter Schwarzbachaue                          | BW   | 2.26.022 WDPA: 325503 | Waibstadt 2 Teilgebiete. Ökologisch notwendiger Ergänzungsraum für das gleichnamige NSG; vielfältig gegliederte Tallandschaft. | ⊙        | 22,2          | 27. Juli 1984 |
| Zwischen Heidelberg und Ladenburg                   | BW   | 2.26.023 WDPA: 325328 | Dossenheim, Ladenburg, Edingen-Neckarhausen Puffer- und Ergänzungszone für das NSG "Unterer Neckar". | ⊙        | 109,6         | 17. Dez. 1986 |
| Nordwestlich der Ilvesheimer Schlinge               | BW   | 2.26.024 WDPA: 325323 | Ilvesheim, Ladenburg Puffer- und Ergänzungszone für das NSG "Unterer Neckar". | ⊙        | 38,2          | 17. Dez. 1986 |
| Südöstlich der Ilvesheimer Schlinge                 | BW   | 2.26.025 WDPA: 325324 | Ilvesheim, Edingen-Neckarhausen Puffer- und Ergänzungszone für das NSG "Unterer Neckar". | ⊙        | 139,0         | 17. Dez. 1986 |
| Westlich der Ilvesheimer Schlinge                   | BW   | 2.26.026 WDPA: 325326 | Ilvesheim Puffer- und Ergänzungszone für das NSG "Unterer Neckar". | ⊙        | 15,7          | 17. Dez. 1986 |
| Walldorfer Wiesen                                   | BW   | 2.26.027 WDPA: 325636 | Walldorf Ausgedehnte Wiesenflächen, wertvolles Biotop und Zeugnis einer kulturell und landbauhistorisch bedeutenden Bewirtschaftungsform; Landschaft mit besonderem Erholungswert in einer stark belasteten Umgebung. | ⊙        | 36,3          | 31. März 1987 |
| Hockenheimer Rheinbogen                             |      | 2.26.028 WDPA: 321656 | Altlußheim, Hockenheim, Ketsch, Neulußheim Ökologisch notwendiger Ergänzungsraum für das gleichnamige Naturschutzgebiet; international bedeutsamer Rast- und Nahrungsraum für überwinternde Vogelarten; wichtiges Erholungsgebiet im Ballungsraum. | ⊙        | 1.868,4       | 29. Jan. 1990 |
| Rohrwiesen und Gänswiesen                           |      | 2.26.029 WDPA: 323937 | Hemsbach, Laudenbach Reste einer einst typischen Wiesen- und Streuobstlandschaft, als Klimaschutzzone, Verbindungsbereich für Amphibienwanderung; gute Eignung für Erholung und Naturbeobachtung. | ⊙        | 9,5           | 24. Okt. 1988 |
| Sandgrube am Grafenrain                             |      | 2.26.030 WDPA: 324092 | Bammental, Mauer Gut strukturierte landwirtschaftlich genutzte Flächen, wie Streuobstwiesen, Wiesen, Weiden und Gebüsche; durch vorgeschichtlichen Verlauf des Neckars geprägte Landschaft; Pufferzone für das gleichnamige NSG. | ⊙        | 15,2          | 23. Dez. 1988 |
| Gauangelbachtal                                     | BW   | 2.26.031 WDPA: 320961 | Dielheim, Wiesloch Tief eingeschnittener, mäandrierender Bachlauf, Tal mit wechselfeuchter Talsohle, steiler Talflanke; uferbegleitende Gehölze, Wirtschaftsgrünland, Magerrasen, Großseggenried, Streuobstwiesen; Puffer- und Verbundfunktion für 4 flächenhafte Naturdenkmale. | ⊙        | 29,8          | 2. März 1989  |
| Hilsbacher Bruchwiesen                              | BW   | 2.26.032 WDPA: 321613 | Sinsheim Kleinparzellierte, landwirtschaftlich genutzte Reste der Bruchgrabenaue; die Wiesen, der Bruchgraben, die Raine und Hohlwege sollen in ihrer Funktion für die Erholung und Naturbeobachtung gefördert werden. | ⊙        | 22,0          | 29. Dez. 1989 |
| Neckarbischofsheimer Höhen                          |      | 2.26.033 WDPA: 323142 | Neckarbischofsheim, Sinsheim, Helmstadt-Bargen Typische Landschaft des Kraichgau-Hügellandes, geprägt durch Täler, Einschnitte, Rinnen, Mulden, gerundete Höhenrücken und Kuppen mit ausgedehnten Laubmischwäldern und von Streuobstwiesen und Gebüschflächen durchsetzte Fluren. | ⊙        | 2.018,8       | 14. Mai 1990  |
| Hochholz-Kapellenbruch                              |      | 2.26.034 WDPA: 321641 | Malsch, Rauenberg, Walldorf, Wiesloch Für das gleichnamige NSG als Puffer- und Ergänzungszone dienendes Gebiet. | ⊙        | 276,3         | 27. Nov. 1993 |
| Hoffenheimer Klinge                                 | BW   | 2.26.035 WDPA: 321675 | Sinsheim Pufferzone für das gleichnamige NSG und Vernetzungselement zwischen den Teilen des NSG. | ⊙        | 26,0          | 21. Dez. 1992 |
| Oftersheimer Dünen                                  |      | 2.26.036 WDPA: 323478 | Oftersheim Lebens- und Rückzugsraum in der Feldflur, in Sekundärbiotopen und in den für die Hardt typischen Kiefernwäldern; Pufferfunktion für das gleichnamige NSG. | ⊙        | 164,6         | 23. Dez. 1992 |
| Nußlocher Wiesen                                    |      | 2.26.037 WDPA: 323324 | Leimen, Nußloch, Walldorf, Wiesloch Puffer- und Ergänzungsraum zum gleichnamigen NSG; Obstbaumwiesen und ackerbaulich genutzte Flächen; Naherholungsgebiet. | ⊙        | 51,7          | 27. Aug. 1993 |
| Gräbenwiesen, Spechbach, Weidichberg und Birkenwald |      | 2.26.038 WDPA: 321139 | Mühlhausen, Angelbachtal Puffer- und Ergänzungsraum für das gleichnamige NSG; wesentlicher Bestandteil eines Biotopverbundes mit dem NSG; Heckenzüge, Stufenraine und Grünland - vom Halbtrockenrasen bis zu Feuchtwiesen und Seggenbeständen. | ⊙        | 98,7          | 15. Dez. 1993 |
| Hirschacker und Dossenwald                          |      | 2.26.039 WDPA: 321627 | Schwetzingen Puffer- und Ergänzungsraum für das gleichnamige NSG; die Vielfalt und Eigenart des Waldes in einem Verdichtungsraum im Hinblick auf eine gute Erholungseignung – auch zur Reduzierung des Besucherdruckes auf das NSG – soll erhalten und gefördert werden. | ⊙        | 51,4          | 16. Dez. 1993 |
| Dammstücker                                         | BW   | 2.26.040 WDPA: 320274 | Nußloch Puffer für das gleichnamige NSG und - insbesondere durch die Grünlandflächen - Vernetzung zwischen den Teilgebieten des NSG. | ⊙        | 13,3          | 23. Dez. 1993 |
| Odenwald                                            |      | 2.26.041 WDPA: 323445 | Eberbach, Heddesbach, Heiligkreuzsteinach, Schönau Typische Odenwaldlandschaft mit tief eingeschnittenen Tälern, schmalen Talauen, Talkessel, Klingen, ausgeprägten Höhenrücken, Kuppen, reich bewegten Hängen, formenreichen Geländekleinstrukturen, Feuchtgebieten wie Quellen, Fließgewässer mit Überflutungsbereichen; Erholungsgebiet. | ⊙        | 6.077,5       | 26. Nov. 1996 |
| Bergstraße-Nord                                     |      | 2.26.043 WDPA: 319894 | Dossenheim, Heiligkreuzsteinach, Hemsbach, Laudenbach Die Landschaft der Bergstraße als Übergangszone zwischen der ebenen Niedertrasse des Rheins und dem durch stark bewegte Geländeformen und ausgedehnte Wälder geprägten Odenwald; bedeutungsvolle Erholungslandschaft. | ⊙        | 6.495,7       | 22. Nov. 2004 |
| Altenbachtal und Galgenberg                         |      | 2.26.044 WDPA: 319526 | Mühlhausen, Rauenberg Landschaft mit besonderem Erholungswert für die Allgemeinheit; die Gewährleistung und Wiederherstellung der Leistungsfähigkeit eines ausgewogenen Naturhaushaltes; die Erhaltung und Verbesserung der Nutzungsfähigkeit der Naturgüter; die Erhaltung der Vielfalt, Eigenart und Schönheit der Natur und Landschaft wird angestrebt; dient als Puffer vor Beeinträchtigungen für die empfindlichen Flächen des Naturschutzgebietes und als Vernetzung der isolierten Natur-schutzgebietsteile. | ⊙        | 44,4          | 21. Dez. 1998 |
| Neckartal I-Kleiner Odenwald                        |      | 2.26.045 WDPA: 323144 | Bammental, Epfenbach, Neckargemünd, Reichartshausen Flusslandschaft des Neckars und die sich südlich anschließende reliefreiche Mittelgebirgslandschaft des Kleinen Odenwaldes in seiner Schönheit, Vielfalt und Eigenart; die Erhaltung bzw. Wiederherstellung der freien Zugänglichkeit der Landschaft und die wesentliche Erhaltung der Wald-Feld-Verteilung wird angestrebt; hoher Erholungswert für die Allgemeinheit | ⊙        | 6.315,9       | 12. Juli 2002 |
| Westlicher Kraichgau                                |      | 2.26.046 WDPA: 325840 | Dielheim, Mühlhausen, Rauenberg, Angelbachtal Typischer Ausschnitt einer Kraichgaulandschaft in ihrer Vielfalt, Eigenart und Schönheit mit sanften Lößhügeln, ausgeprägtem Talsystem, steilen Keuperhängen, geomorphologischen Geländekleinformen wie Hohlwege, Terrassen und Böschungen, einer vielfältigen Landnutzung sowie zahlreichen in die Flur eingestreuten Vorwäldern, Bäumen, Feldgehölzen, Feldhecken, Gebüschen, Gras-Krautsäumen und Magerrasen als Lebensräume heimischer wildlebender Tier- und Pflanzenwelt. | ⊙        | 927,7         | 16. Sep. 2002 |
| Hochholz                                            | BW   | 2.26.047 WDPA: 321640 | Walldorf, Sankt Leon-Rot Erhaltung und Förderung des Waldgebietes mit seinen naturraumtypischen Sternmieren-Eichen-Hainbuchenbeständen, seinen Althölzern, seinem Waldrand mit der speziellen Vegetation trockenwarmer Standorte und landschaftsprägender Bäume, seinem Stillgewässer mit Röhrichtzonen und Ufergehölzen und seinen Tümpeln sowie der angrenzenden landwirtschaftlich genutzten Freiflächen. | ⊙        | 249,6         | 26. Nov. 2003 |
| Bergstraße-Süd                                      |      | 2.26.048 WDPA: 344853 | Bammental, Gaiberg, Leimen, Mauer Schutz der historisch gewachsenen Kulturlandschaft sowie der rekultivierten und renaturierten Steinabbau- und Bergbaufolgelandschaft mit wertvollen Sekundärlebensräumen an der landschaftlich prägnanten Schnittstelle der Naturräume Hardtebenen, Bergstraße, Sandstein-Odenwald und Kraichgau. | ⊙        | 2.703,8       | 16. Mai 2005  |
| Unteres und Mittleres Elsenztal                     |      | 2.26.049 WDPA: 325358 | Bammental, Gaiberg, Mauer, Meckesheim In das Umland eingeschnittene Flusslandschaft, bestehend aus einer Abfolge von Engtalstrecken und Talweitungen, mit Flussaue, Talflanken, Seitentälern und einzelnen, optisch markant in die Flusslandschaft hineinwirkenden Erhebungen; Klingen, Hohlwege, Steilhänge, Böschungen und Terrassen; ein Fließgewässersystem aus Flüssen, Bächen und Gräben mit Kraut- und Gehölzsäumen, Ackerfluren, durchsetzt mit Feldgehölzen, Hecken, Gebüschen, Bäumen und Baumreihen, einzelne, großflächige Wiesenareale und Obstbaumbestände, Laubmischwälder auf Kuppen und Steilhängen; ökologisch notwendiger Ergänzungsraum für die Naturschutzgebiete und flächenhafte Naturdenkmale und ihrer Tierwelt, insbesondere durch Erhaltung der landschaftlichen und ökologischen Einheit des Elsenztales; hoher Erholungswert. | ⊙        | 4.650,1       | 21. Juli 2006 |
| Legende für Landschaftsschutzgebiet                 |      |                       | |          |               |               |